# Calblanque, Monte de las Cenizas y Peña del Águila
Calblanque, Monte de las Cenizas y Peña del Águila este o arie protejată (sit de importanță comunitară — SCI) din Spania întinsă pe o suprafață de 2.849,73 ha, integral pe uscat.

## Localizare
Centrul sitului Calblanque, Monte de las Cenizas y Peña del Águila este situat la coordonatele 37°36′09″N 0°46′56″W / 37.6025°N 0.7822°V.

## Înființare
Situl Calblanque, Monte de las Cenizas y Peña del Águila a fost declarat sit de importanță comunitară în aprilie 1999 pentru a proteja 53 de specii de animale.

## Biodiversitate
Situată în ecoregiunea mediteraneană, aria protejată conține 20 de habitate naturale: Dune de pe litoral fixate cu Crucianellion maritimae, Galerii și tufărișuri riverane sudice (Nerio-Tamaricetea și Securinegion tinctoriae), Râuri mediteraneene cu debit permanent cu specii de Paspalo-Agrostidion și galerii riverane de Salix și de Populus alba, Vegetație anuală la limita mareei, Păduri de Tetraclinis articulata, Păduri de Quercus ilex și Quercus rotundifolia, Iazuri temporare mediteraneene, Faleze cu vegetație de Limonium spp. endemic de pe coastele mediteraneene, Tufărișuri halo-nitrofile (Pegano-Salsoletea), Pajiști carstice calcaroase sau bazofile, de Alysso-Sedion albi, Dune cu vegetație ierboasă Malcolmietalia, Matorral arborescenți cu Zyziphus, Pseudostepă cu ierburi și specii anuale de Thero-Brachypodietea, Tufărișuri halofile mediteraneene și termo-atlantice (Sarcocornetea fruticosi), Stepe sărăturate mediteraneene (Limonietalia), Pășuni mediteraneene udate de apa mării (Juncetalia maritimi), Dune mobile cu vegetație embrionară, Pante stâncoase calcaroase cu vegetație casmofită, Dune mobile de-a lungul țărmului cu Ammophila arenaria („dune albe”), Tufărișuri termo-mediteraneene și de pre-deșert.
La baza desemnării sitului se află mai multe specii protejate:
- păsări (52): lăcar mare (Acrocephalus arundinaceus), fluierar de munte (Actitis hypoleucos), rață sulițar (Anas acuta), rață pitică (Anas crecca), rață pestriță (Anas strepera), stârc cenușiu (Ardea cinerea), pietruș (Arenaria interpres), buha (Bubo bubo), pasărea ogorului (Burhinus oedicnemus), Calidris alba, fugaci de țărm (Calidris alpina), fugaci roșcat (Calidris ferruginea), fugaci mic (Calidris minuta), prundăraș de sărătură (Charadrius alexandrinus),  prundaș gulerat mic (Charadrius dubius), prundaș gulerat mare (Charadrius hiaticula), erete de stuf (Circus aeruginosus), egretă mică (Egretta garzetta), șoim călător (Falco peregrinus), lișiță (Fulica atra), becațină comună (Gallinago gallinago), găinușă de baltă (Gallinula chloropus), pescăriță râzătoare (Gelochelidon nilotica), Hieraaetus fasciatus, piciorong (Himantopus himantopus), Larus audouinii, Larus genei, Larus michahellis, pescăruș râzător (Larus ridibundus), sitar de mal nordic (Limosa lapponica), sitar de mâl (Limosa limosa), muscar sur (Muscicapa striata), culic mare (Numenius arquata), bătăuș (Philomachus pugnax), Phoenicopterus ruber, lopătar (Platalea leucorodia), ploier argintiu (Pluvialis squatarola), corcodel-cu-gât-negru (Podiceps nigricollis), cristei de baltă (Rallus aquaticus), ciocântors (Recurvirostra avosetta), pițigoi-pungar (Remiz pendulinus), sitar de pădure (Scolopax rusticola), chiră mică (Sterna albifrons), chiră de baltă (Sterna hirundo), chiră de mare (Sterna sandvicensis), silvie de tufiș (Sylvia undata), călifar alb (Tadorna tadorna), fluierar negru (Tringa erythropus), fluierar cu picioare verzi (Tringa nebularia), fluierarul de zăvoi (Tringa ochropus), fluierarul cu picioare roșii (Tringa totanus), pupăză (Upupa epops)
- pești (1): Aphanius iberus

Pe lângă speciile protejate, pe teritoriul sitului au mai fost identificate 42 de specii de plante, 12 specii de păsări, 1 specie de amfibieni, 9 specii de mamifere, 6 specii de reptile.